# Tembeassu marauna
Genre
Espèce
Tembeassu marauna est une espèce de poissons gymnotiformes de la famille des Apteronotidae, la seule du  genre Tembeassu.

## Distribution
Cette espèce est endémique du Brésil, elle ne se rencontre que dans le bassin du rio Paraná.

## Description
C'est un poisson électrique qui mesure jusqu'à 196 mm.

## Référence
- Triques, 1998 : Tembeassu marauna, new genus and species of electrogenic neotropical fish (Ostariophysi: Gymnotiformes: Apteronotidae). Revue française d'Aquariologie Herpétologie, n. 1-2, p. 5-10.